# Standardowa odpowiedź administratora
Standardowa odpowiedź administratora (SOA) – grupa wyrażeń będących najczęstszymi reakcjami administratorów na zgłaszane im problemy.
Najczęściej używanym i najszerzej rozumianym skrótem jest SOA #1, czyli Standardowa Odpowiedź Administratora nr 1: „u mnie działa”. Ma znaczenie żartobliwe. Wyraża niechęć administratora do podjęcia naprawy oraz sugestię, że problem leży po stronie użytkownika lub wynika z jego błędu.
Zwroty SOA są najczęściej używane na forach dyskusyjnych, grupach dyskusyjnych oraz kanałach IRC, głównie o tematyce informatycznej, a także na serwerach gier i głosowych (jak np. TeamSpeak 3).